# Konstantin Baum
Konstantin Baum (* 1982)  ist ein deutscher Weinexperte. 2015 bekam er die Qualifikation Master of Wine als der jüngste Deutsche aller Zeiten.

## Biographie
Konstantin Baum wuchs in Bielefeld auf. Er machte eine Ausbildung zum Restaurantfachmann in Baden-Baden. Nach Abschluss seiner Ausbildung gewann er die vom DEHOGA ausgerichtete Deutsche Jugendmeisterschaften in den gastgewerblichen Ausbildungsberufen als bester Restaurantfachmann. Es folgten Stationen als Sommelier in einem Zwei-Sterne-Restaurant in Dublin, ein Studium an der Hochschule Geisenheim und eine Beschäftigung in London.
Seit 2014 ist er Geschäftsführer seines Onlinehandels und arbeitet als Berater für verschiedene Unternehmen. Er ist der Weinbotschafter für einen Onlinehandel, leitet das Weinprogramm für das Brenners Park-Hotel in Baden-Baden und ist der "Education Ambassador" für das kalifornische Weininstitute in Europa.
Baum wurde 2015 im Alter von 33 Jahren der jüngste deutsche Master of Wine und damit einer von weltweit nur 416 Menschen in 31 Ländern, die sich zu diesem Kreis zählen dürfen. Als einziger Deutscher wurde Baum 2019 von den Institutionen WSET und IWSC unter die 50 größten Talente der weltweiten Wein-, Spirituosen- und Sakebranche gewählt.

## Auszeichnungen
- Deutscher Meister der Restaurantfachmänner[3]
- Master of Wine[6]
- Future 50 Award[8]